# Vasilij Bilbasov
Vasilij Aleksejevitj Bilbasov (ryska: Василий Алексеевич Бильбасов), född 19 juni (gamla stilen: 7 juni) 1837 i Poltava, i Guvernementet Poltava, Lillryssland, Kejsardömet Ryssland (i dagens Ukraina), död 6 augusti (gamla stilen: 24 juli) 1904 i Pavlovsk vid Sankt Petersburg, var en rysk historiker.
Efter studier vid Sankt Petersburgs universitet och flerårig vistelse i utlandet blev Bilbasov 1867 professor i historia vid Kievs universitet, men lämnade 1871 den akademiska lärarbefattningen och ägnade sig odelat åt litteratur och historisk forskning, särskilt av medeltidens historia under korstågen. Såsom grundlig kännare av Katarina II och hennes regeringstid inlade han stora förtjänster om den ryska historieskrivningen. Dessutom var han en tid tidningen "Golos" redaktör.